# Sarothrogammarus afghanus
Sarothrogammarus afghanus is een vlokreeftensoort uit de familie van de Gammaridae. De wetenschappelijke naam van de soort is voor het eerst geldig gepubliceerd in 1958 door Ruffo.